# Länsimetro

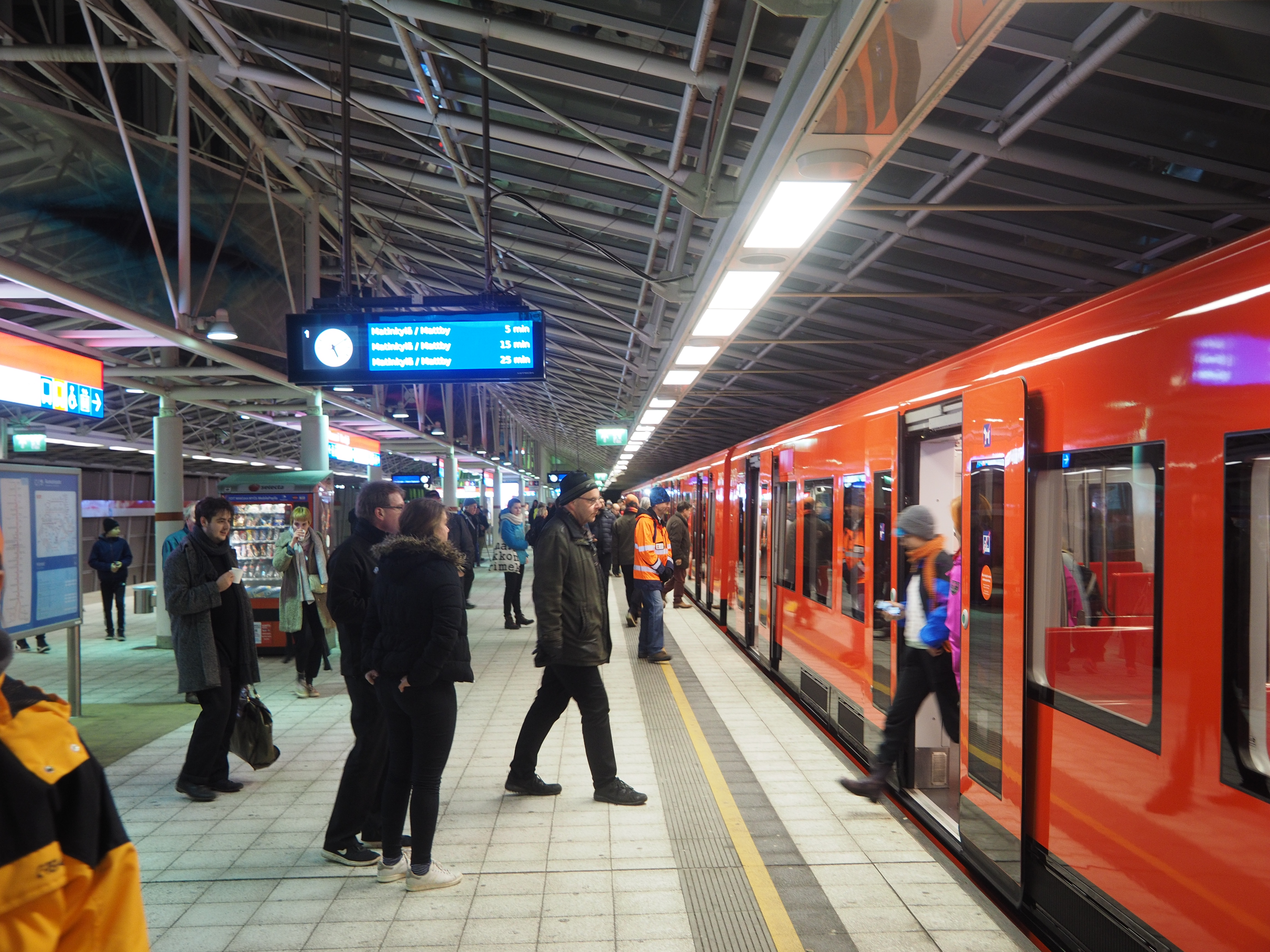
Départ de Vuosaari vers Matinkylä.

Le Länsimetro (en suédois : Västmetron, littéralement le métro Ouest) est l'extension vers l'ouest de la ligne M1 du métro d'Helsinki, en Finlande. Le projet demeura en débat pendant près de 50 ans, suscitant de nombreuses divergences entre les municipalités d'Helsinki et d'Espoo. La première phase du projet consista en un prolongement de huit stations souterraines depuis celle de Ruoholahti, et fut finalement approuvée en 2006, avec un début des travaux en novembre 2009. Le coût, initialement estimé à 530 millions d'euros a été révisé à 714 millions d'euros, Le coût final est de 1,1 milliard d'euros, partiellement couvert par un prêt de 450 millions d'euros de la Banque européenne d'investissement et par un financement de la Nordic Investment Bank. Ce premier prolongement a été mis en service le 18 novembre 2017. La deuxième phase du projet a ajouté 5 stations depuis Matinkylä, jusqu'à Kivenlahti. Cette deuxième phase a coûté 769 millions d'euros, et a été mise en service le 3 décembre 2022.

## Nouvelle ligne et stations
Ci-après la liste des stations du tronçon Ruoholahti - Matinkylä avec les noms suédois entre parathèses. Les deux premières stations après Ruoholahti sont situées sur la municipalité d'Helsinki, les suivantes sont situées à Espoo.
Ruoholahti - Matinkylä :
- Ruoholahti (Gräsviken)
- Lauttasaari (Drumsö), première station du Länsimetro
- Koivusaari (Björkholmen), dernière station située sur la municipalité d'Helsinki
- Keilaniemi (Kägeludden), première station située sur la municipalité d'Espoo
- Aalto-yliopisto (Aalto-universitetet)
- Tapiola (Hagalund)
- Urheilupuisto (Idrottsparken)
- Niittykumpu (Ängskulla)
- Matinkylä (Mattby)

Un nouveau prolongement vers l'ouest jusqu'à Espoonlahti et Kivenlahti a été réalisé dans une deuxième phase.
Ci-après la liste des stations du tronçon Finnoo - Kivenlahti avec les noms suédois entre parenthèses. Toutes les stations sont situées à Espoo.
Finnoo - Kivenlahti :
- Finnoo (Finno)
- Kaitaa (Kaitans)
- Soukka (Sökö)
- Espoonlahti (Esboviken)
- Kivenlahti (Stensvik)